# Lê Dân Khiết
Lê Dân Khiết (sinh ngày 19 tháng 8 năm 1960) là nữ đại biểu Quốc hội Việt Nam khóa XIII, thuộc đoàn đại biểu An Giang. Bà là nguyên Viện trưởng Viện kiểm sát nhân dân tỉnh An Giang.